# Teatro dei Vigilanti
Il Teatro dei Vigilanti è un teatro di Portoferraio (LI).

## Storia
Nel Seicento fu edificata in questo sito la cappella funeraria dei marchesi di Sorbello su commissione di Orazio Borbone, la quale venne poi trasformata nel corso del Settecento in chiesa del Carmine.
La chiesa venne soppressa alla fine di quel secolo e, ormai spogliata dei suoi arredi, fu a lungo un magazzino militare, finché nel 1814, alla fine dell'età napoleonica, venne destinata a diventare uno spazio teatrale, su progetto dell'architetto Paolo Bargigli, professore di architettura presso l'Accademia di Belle Arti di Carrara, e progettista, oltre che di molti interventi napoleonici all'Isola d'Elba, anche del Teatro Impavidi di Sarzana e del Teatro Regio di Lucca.
Il nuovo teatro venne inaugurato il 24 gennaio 1815 e presentava l'aspetto tipico dei teatri moderni all'italiana: pianta a ferro di cavallo con 65 palchi distribuiti su 4 ordini sormontati da un loggione. Le decorazioni pittoriche interne e il sipario furono realizzati dal pittore piemontese Antonio Revelli, quelle a stucco dallo stuccatore livornese Campolmi. L'imperatore in esilio tuttavia non amò il piccolo ambiente, e forse vi si recò appena il giorno dell'inaugurazione, mentre è sicuro che vi assitettero a spettacoli sua sorella Paolina e sua madre Letizia Ramolino.

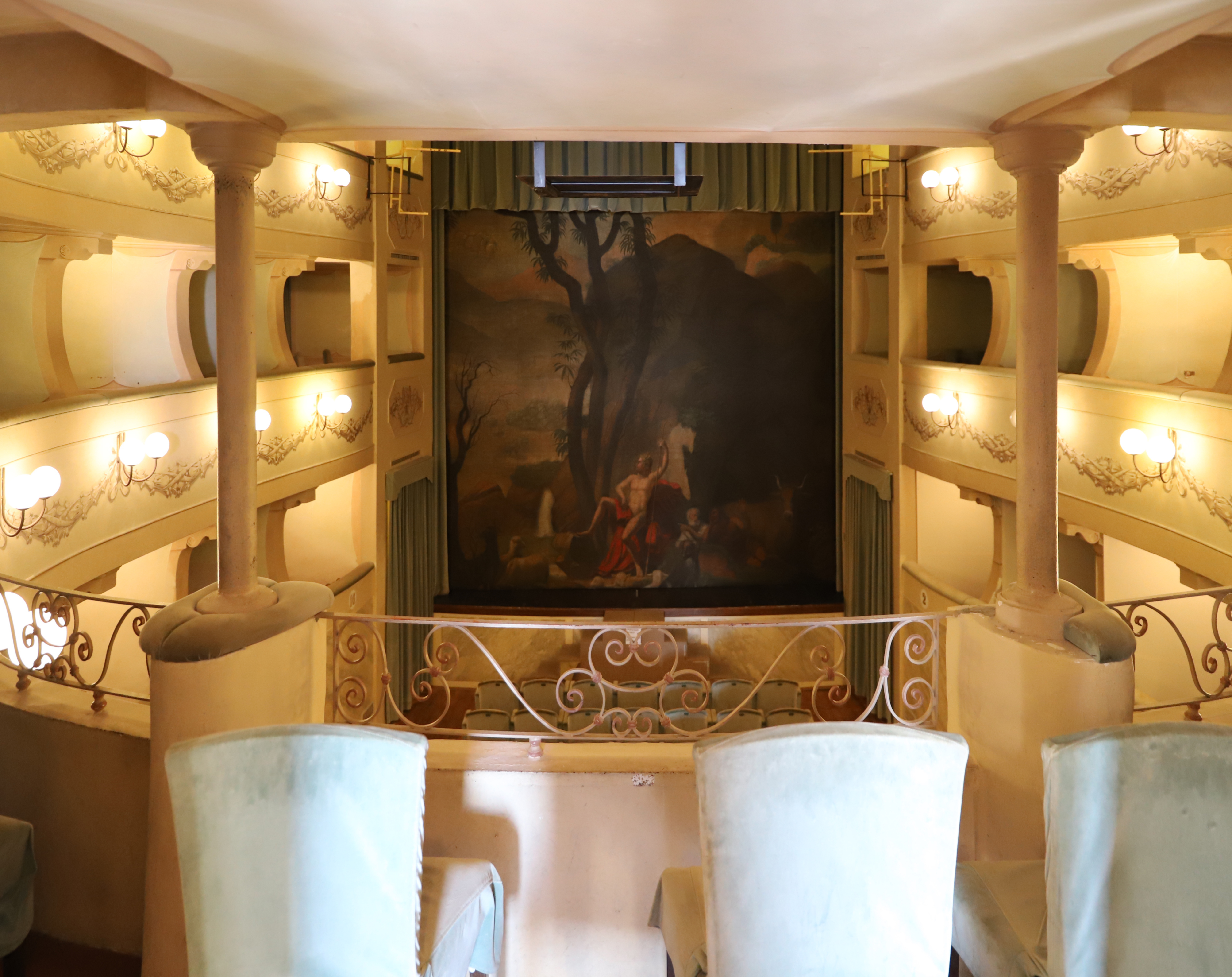
Interno

Dopo la definitiva caduta di Napoleone, nel maggio del 1815 il teatro venne nuovamente inaugurato, sotto la direzione dell'Accademia dei Fortunati, che presto cambiò il proprio nome in Accademia dei Vigilanti.
Infatti nel 1819 l'Accademia cambiò il nome e prese quello "dei Vigilanti" con lo stemma araldico rappresentato da un gallo su sfondo rosso. Il motto fu cambiato in "Ad quod expedit advigilant" ovvero "A ciò che è di utilità stanno vigili “. 
Per tutto l'Ottocento in questo spazio si alternarono rappresentazioni di prosa, di lirica e feste da ballo. All'inizio del Novecento la situazione economica livornese e la diminuzione di spettatori peggiorarono sensibilmente il deficit di bilancio e nel 1920 il teatro venne chiuso. Fu poi restaurato fra il 1922 e il 1923 su progetto dell'ingegner Visioli. In questa occasione vennero sostituiti con un nuovo loggione il quarto ordine di palchi e il vecchio loggione; furono rinnovati la tappezzeria, i camerini, il palcoscenico e la buca dell'orchestra.
Dopo nuovi restauri, nel 1937 il teatro venne utilizzato prevalentemente come cinematografo fino al 1952. Seguì un lungo periodo di abbandono, finché nel 1974 non fu acquistato dal Comune di Portoferraio, che portò avanti, a metà degli anni ottanta, un vasto intervento di recupero su progetto degli architetti Maria Berta Betazzi e Leonello Balestrini, reso possibile anche grazie ai finanziamenti del progetto regionale FIO. A lavori ultimati il teatro risulta recuperato non solo all'attività teatrale ma anche ad attività di tipo congressuale.